# Jonatan (syn Saula)
Jonatan (hebr. ‏יְהוֹנָתָן‎ ’Yəhōnāṯān) – postać biblijna, książę izraelski, syn króla Saula.

## Biografia
Jonatan był pierworodnym synem izraelskiego króla Saula i Achinoam, dziedzicem tronu Izraela. Żył w drugiej połowie XI wieku p.n.e., a fakty z jego życia odnotowuje starotestamentalna Pierwsza Księga Samuela w rozdziałach 13–31. Młody książę zyskał sławę jako odważny wojownik, pokonując Filistynów w Geba. Razem z giermkiem zaatakował garnizon filistyński w Mikmas i wzbudził popłoch w obozie wroga. Saul był zazdrosny o sukces syna, miał nawet nadzieję, że zginie on z rąk Filistynów. Został ocalony w ostatniej chwili przez wojowników izraelskich. Podczas bitwy przypadkowo naruszył ojcowskie postanowienie, jedząc leśny miód, co mogło skończyć się śmiercią. Za Jonatanem wstawił się naród.
Przyjaźnił się z Dawidem. Mężczyźni zawarli przymierze. Jako znak przymierza Jonatan oddał Dawidowi swój płaszcz, miecz, łuk i pas. Czyn ten interpretowany jest jako zrzeczenie się praw do tronu. Jonatan bronił Dawida przed Saulem, gdy ten czyhał na jego życie. Ostrzegł go o złych zamiarach Saula, stosując zaszyfrowany sygnał, co umożliwiło Dawidowi ucieczkę. Podczas ostatniego spotkania obaj płakali i ostatecznie pożegnali się jako przyjaciele.
Jonatan zginął z rąk filistyńskich wraz z Abinadabem i Malkiszuą na wzgórzu Gilboa. Jego szczątki zostały najpierw pochowane pod tamaryszkiem w Jabesz, a później, z polecenia Dawida, przeniesione do Selam w Judei. Król Dawid wspomniał o Jonatanie w pieśni żałobnej, nazywając go swoim bratem.
Jonatan był ojcem Meribbaala, któremu Dawid okazał szczególną życzliwość ze względu na pochodzenie.

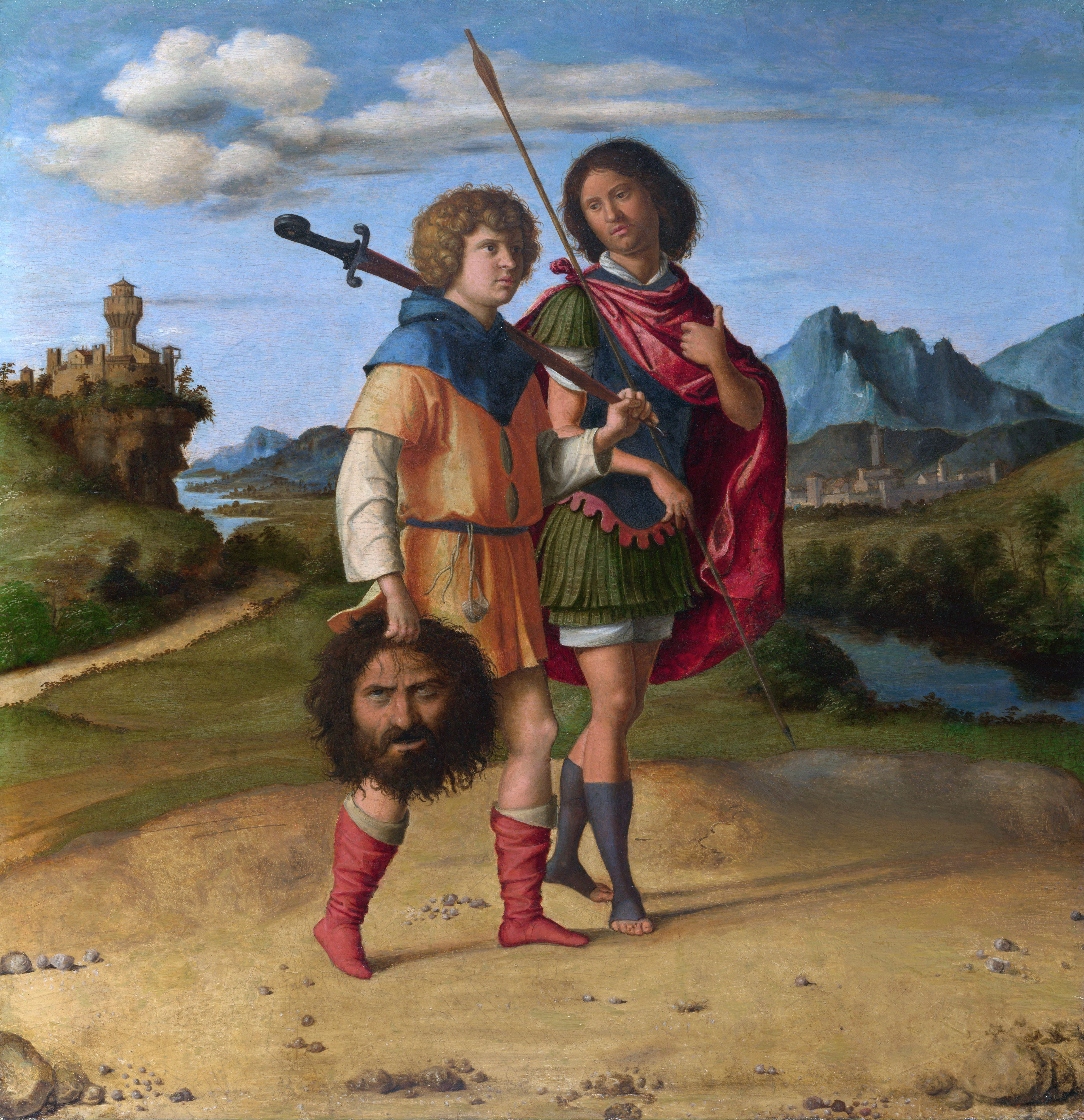
Dawid i Jonatan, 1505–1510, Cima da Conegliano
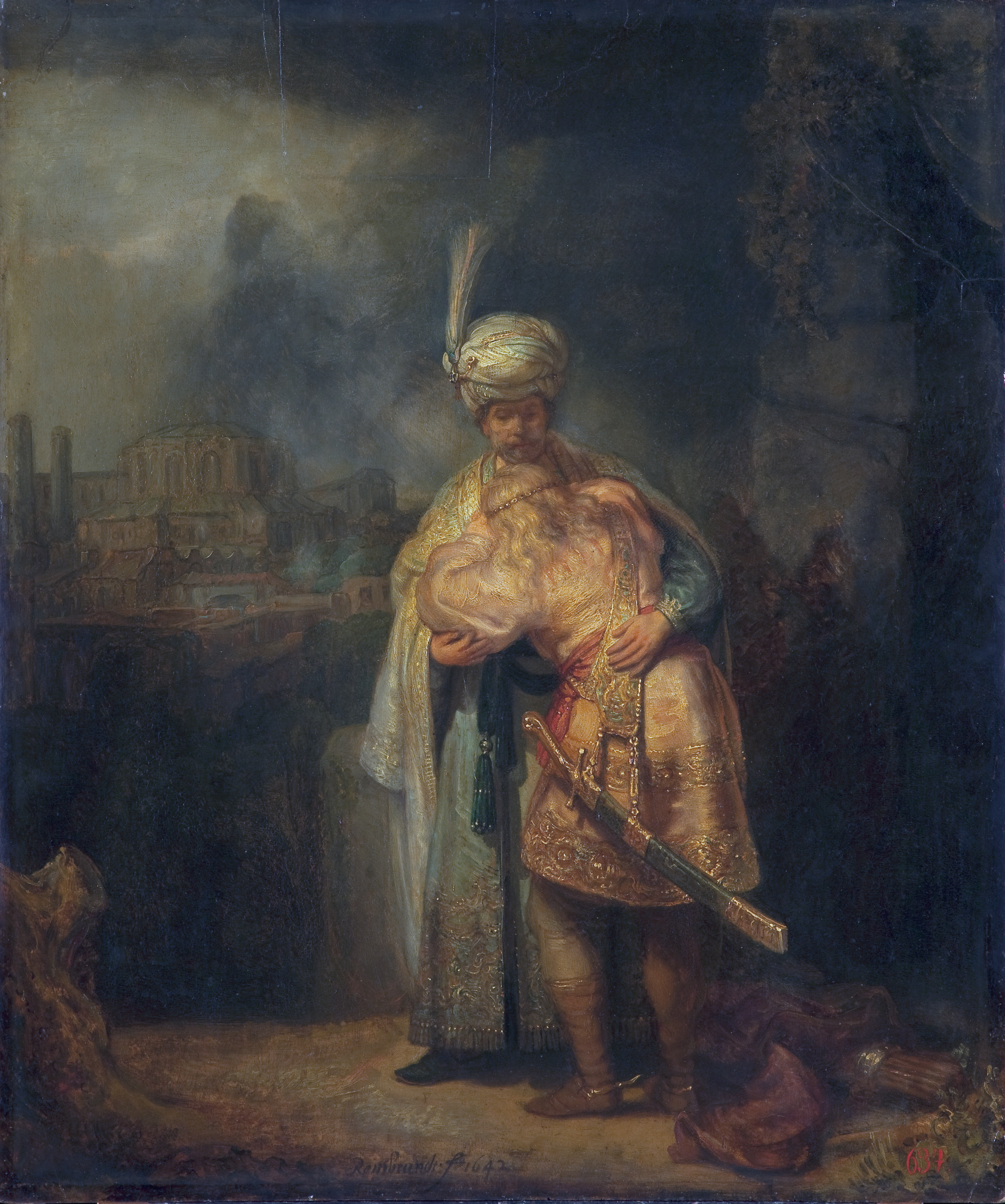
Pożegnanie Dawida z Jonatanem, 1642, pracownia Rembrandta. Jonatan przedstawiony w turbanie.